# 约翰·阿尔布雷克特松
约翰·阿尔布雷克特松（瑞典語：John Albrechtson，1936年7月22日—1985年8月27日），瑞典男子帆船运动员。他曾代表瑞典参加1968年、1972年和1976年夏季奥林匹克运动会帆船比赛，获得一枚金牌。